# Regina Grelinger
Regina Grelinger (Amsterdam, 12 december 1888 – Den Haag, 21 januari 1971) was een Nederlands multi-instrumentalist en zangeres.
Ze is dochter van koopman Arnold Grelinger en Henriëtte Coster. Ze was van 1912 tot 1921 getrouwd met arts Gerrit Jan van Leeuwen en hertrouwde in 1931 met theaterregisseur Ru Kolthoff. Ze scheidde op 21 januari 1941 van hem, maar hertrouwde in 1945 met hem. Ze werd begraven in een familiegraf op Zorgvlied. Ze is een nicht van componist en pianist Charles Grelinger.
Ze kreeg muziekonderricht op piano, viool, altviool, cello, dwarsfluit en harp. Celloles kreeg ze in haar jeugd van Isaac Mossel, zanglessen kwamen op veel latere leeftijd (1931/1932) van Roberto Tamanti, maar ze studeerde ook in Saarbrücken en Milaan. Al op jonge leeftijd was ze op de Nederlandse concertpodia te vinden (op piano en cello). Ze was een van de leden van het plaatselijk bekende Haagse trio met Harry Hus (Harry van Neste-Hus, viool) en Marius Kerrebijn (piano). Ze was enige tijd celliste bij het Residentieorkest, waar ze in 1924 ontslag nam om een concertreis met een operettegezelschap en Italiaans operagezelschap te maken naar Nederlands-Indië. Ze zou er voor langere tijd gaan werken met een korte onderbreking vanwege de zanglessen. Ze kwam in 1933 pas weer definitief terug en vierde dat met een uitvoering van de door haar geschreven kinderopera Vrouw Holle op een tekst van Stibbe-Onnen. Die kinderopera had redelijk succes in Batavia gekend. Bij terugkomst pakte ze draad weer op en organiseerde zelf operette- en opera-uitvoeringen met haar Grelingers Operettegezelschap en werd aangesteld als muziekdocent aan de Haagse afdeling van Maatschappij tot Bevordering der Toonkunst. Het gezelschap trad in de jaren dertig op, ook wel gaf het benefietvoorstellingen voor een Tehuis voor oudere werklozen en voor behoeftige musici. In 1940 gaf ze met haar Grelinger’s Operagroep de Nederlandse première van de opera Rembrandt van Rijn, gecomponeerd door haar neef Charles Grelinger, in Den Haag.
Ondanks haar joodse afkomst kon ze in het eerste jaar van de Tweede Wereldoorlog nog optreden. Een weigering om een uitvoering van Le nozze di Figaro te melden bij de Cultuurkamer was uiteindelijk de reden dat ze werd opgepakt. Het is dan najaar 1941. Ze stond op het punt afgevoerd te worden naar concentratiekamp Mauthausen. De SS-officier Franz Fisher van de Gestapo had haar in Den Haag al toegesnauwd: "Ich will sie nicht wiedersehen". Ze werd binnen Nederland van gevangenis naar gevangenis gebracht en ten slotte afgevoerd naar Kamp Westerbork. Ze wist te overleven omdat ze krankzinnigheid voorwendde. Na de Tweede Wereldoorlog huwde ze voor de tweede keer met Kolthoff. Ze zou in 1964 met haar leerlingen een concert geven in de Koepelgevangenis te Breda. Beide kampen in het geschil in de Drie van Breda maakten echter zulke ophef, dat ze uiteindelijk niet aan Fischer kon bewijzen dat ze er nog was. De laatste jaren van haar leven gaf ze leiding aan een koor in Leiden dat haar naam zou dragen (Opera- en operettekoor Regina Grelinger). Ze was meer dan zestig jaar actief in de muziekwereld, maar was ook sociaal werkster. In november 1970 nam ze afscheid van de muziekwereld met een uitvoering van Die Fledermaus van Johann Strauss in het Congresgebouw in Den Haag.
Ze was zanglerares van Hans Gruijters, die na een leven in de misdaad zijn leven wilde beteren; hij woonde enige tijd in bij zijn lerares.